# Аксу (Жамбылская область)
Аксу (каз. Ақсу) — село в Шуском районе Жамбылской области Казахстана. Административный центр Аксуского сельского округа. Находится примерно в 45 км к юго-востоку от города Шу. Код КАТО — 316634100.

## Население
В 1999 году население села составляло 1643 человека (857 мужчин и 786 женщин). По данным переписи 2009 года, в селе проживало 1955 человек (1005 мужчин и 950 женщин).